# Vanløse
Vanløse – jeden z 10 okręgów urzędowych Kopenhagi, w Danii. położona na zachodniej granicy gminy. Vanløse zajmuje powierzchnię 6,69 km², a zamieszkuje ją 36115 osób, co czynii ją najmniej ludną dzielnicą Kopenhagi.
Na terenie dzielnicy znajduje się stacja kolejowa oraz stacja początkowa metra o tej samej nazwie.
Sąsiadujące dzielnice to:
- na południowym wschodzie jest gmina Frederiksberg, które nie jest częścią gminy Kopenhaga, ale raczej enklawą otoczoną przez gminę
- na północnym wschodzie jest Bispebjerg
- na północy jest Brønshøj-Husum
- na zachodzie jest gmina Rødovre, która znajduje się poza obszarem gminy Kopenhagi
- na południu jest Valby, częściowo oddzielone przez jezioro Damhus (Damhus Sø).